# Елана Меєрс
Елана Меєрс (англ. Elana Meyers; нар. 10 жовтня 1984) — американська бобслеїстка, призер Олімпійських ігор.
Бронзову олімпійську медаль Елана виборола в парі з Ерін Пек на Олімпіаді у Ванкувері у змаганнях двійок. На Іграх 2014 року в Сочі вона здобула срібні медалі в парі з Лорін Вільямс. 
Вона також має срібну медаль чемпіонату світу 2009, здобуту в парі з Шоною Робок.

## Олімпійські ігри
| Рік  | Місце проведення          | Монобоб | Двійки |
| ---- | ------------------------- | ------- | ------ |
| 2010 | Ванкувер, Канада          | Н/Д     | 3      |
| 2014 | Сочі, Росія               | Н/Д     | 2      |
| 2018 | Пхьончхан, Південна Корея | Н/Д     | 2      |
| 2022 | Пекін, Китай              | 2       | 3      |

## Виступи на чемпіонатах світу
| Рік  | Місце проведення       | Монобоб | Двійки | Змішана команда |
| ---- | ---------------------- | ------- | ------ | --------------- |
| 2008 | Альтенберг, Німеччина  | —       | 7      | —               |
| 2009 | Лейк-Плесід, США       | —       | 2      | —               |
| 2011 | Кенігсзе, Німеччина    | —       | 9      | 8               |
| 2012 | Лейк-Плесід, США       | —       | 3      | 1               |
| 2013 | Санкт-Моріц, Швейцарія | —       | 2      | 1               |
| 2015 | Вінтерберг, Німеччина  | —       | 1      | 4               |
| 2016 | Інстбрук, Австрія      | —       | 3      | 6               |
| 2017 | Кенігсзе, Німеччина    | —       | 1      | 4               |
| 2021 | Альтенберг, Німеччина  | 15      | 5      | —               |